# Дорнбок
Дорнбок (нем. Dornbock) — деревня в Германии, в земле Саксония-Анхальт, входит в район Анхальт-Биттерфельд в составе коммуны Остернинбургер.
Население составляет 333 человека (на 31 декабря 2014 года). Занимает площадь 11,92 км².

## История
Первое упоминание о поселение относится к 1360 году.
До 2010 года образовывал собственную коммуну, куда также входила деревня Боббе (нем. Bobbe).
1 января 2010 года, после проведённых реформ, Дорнбок и Боббе вошли в состав новой коммуны Остернинбургер.

## Галерея

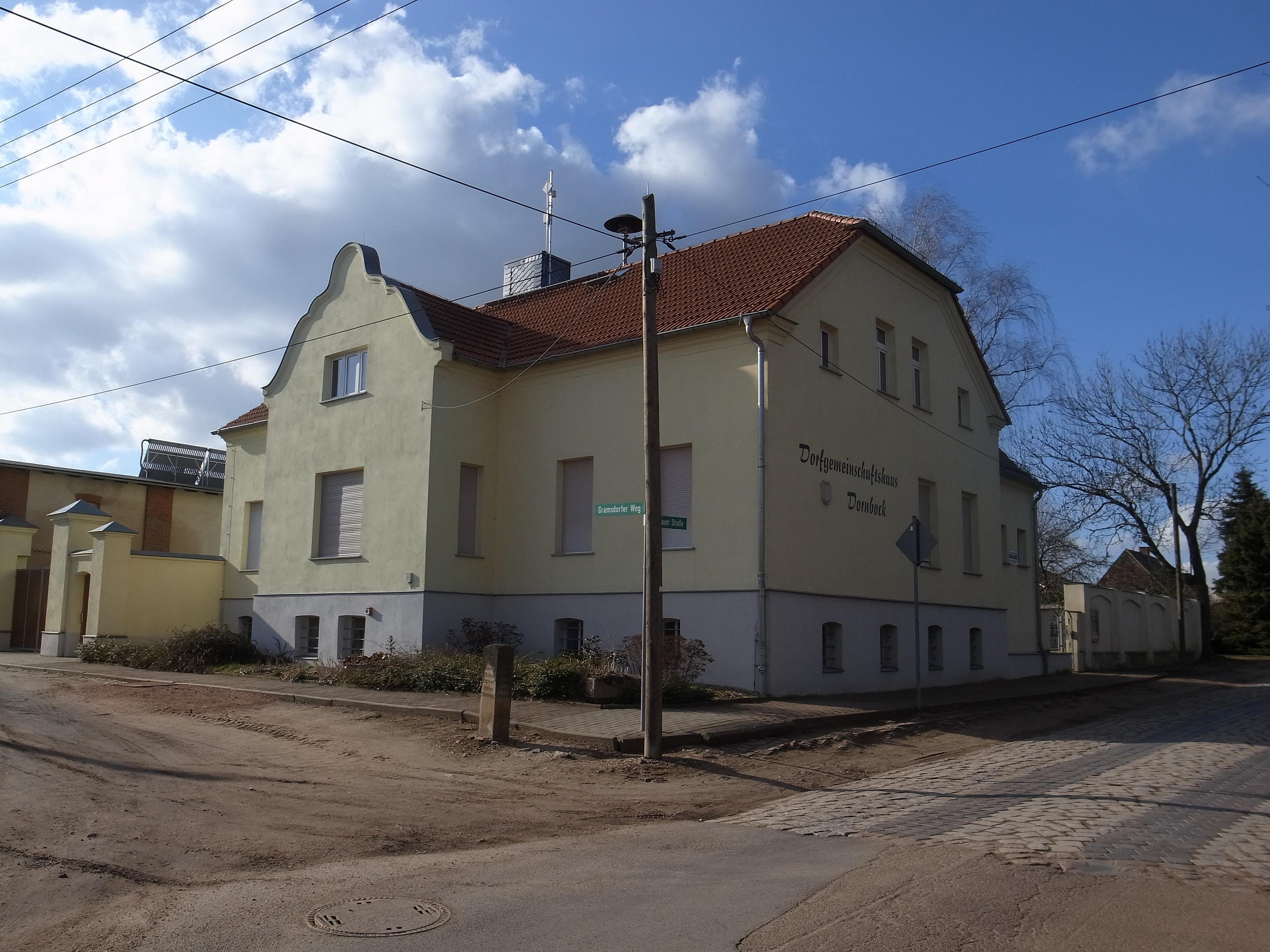
Здание администрации
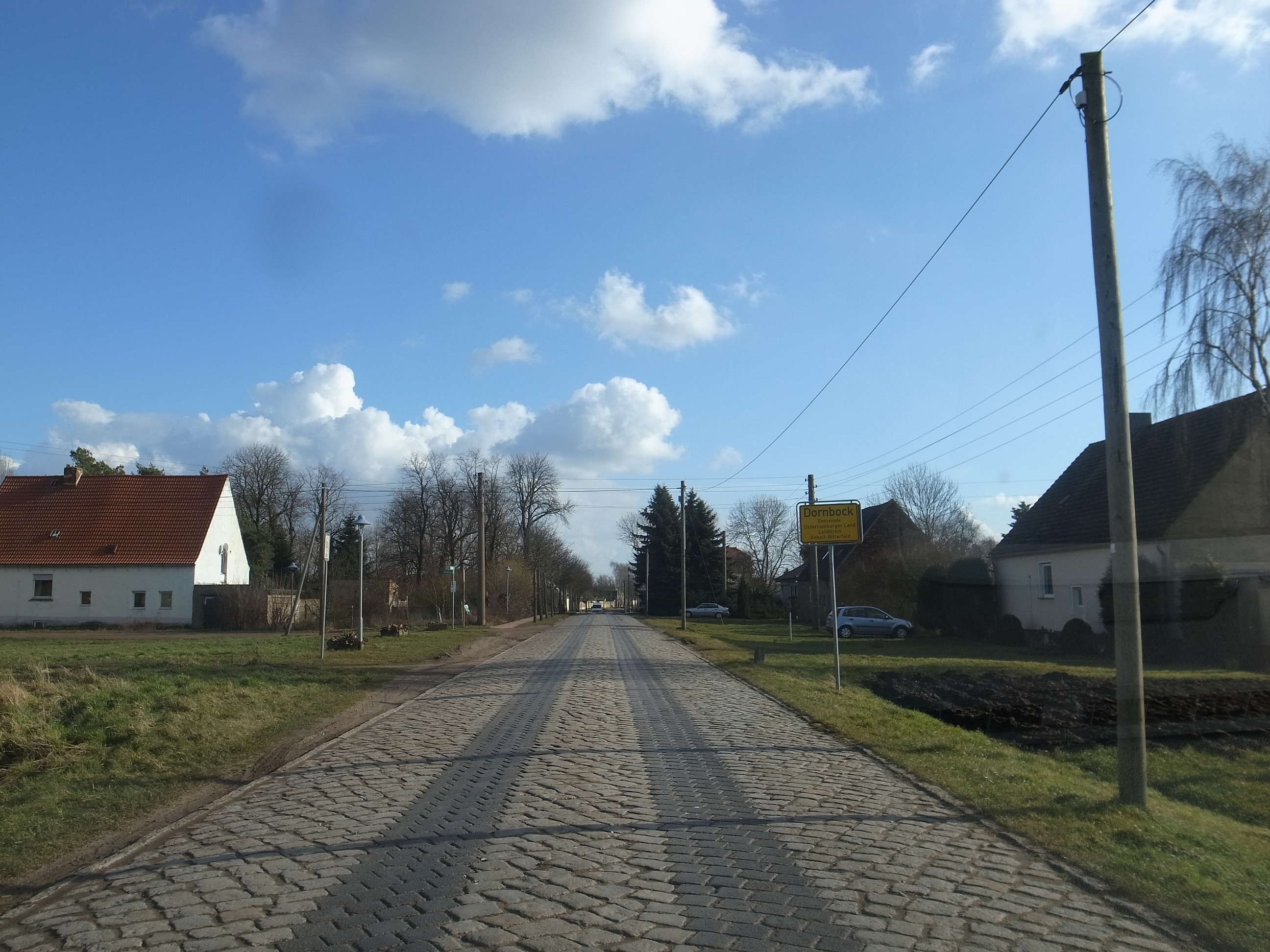
Мощеная дорога на въезде